# Los caníbales
Los caníbales (I cannibali) es una película italiana dirigida en 1970 por Liliana Cavani.
Inspirada en la tragedia de Sófocles Antígona, la película trata sobre las aberraciones del poder.
Liliana Cavani, desde una perspectiva moderna, hace un discurso de gran fuerza dialéctica, criticando la estructura de una sociedad represiva. Esta es una película de estilo sobrio y eficaz que se sirve de algunas metáforas y secuencias de considerable sugestión representativa.

## Sinopsis
Las calles y las plazas de una ciudad desierta están llenas de cadáveres, ejecutados por el gobierno a causa de una represión violenta. El poder que no admite los actos de rebelión, también ha prohibido que se mueva a los cadáveres. Antigone se rebela ante esta prohibición e intenta enterrar el cuerpo de su hermano, pero nadie, ni sus propios parientes se atreven a ayudarla. Ella conoce a un extranjero, Tiresia, que le ayudará a enterrarlo. Después como acto de rebeldía siguen enterrando cadáveres, por lo que pronto son aniquilados. Pero otros que se enfrentan también al poder, siguen el ejemplo de Antigone y Tiresia y empiezan a enterrar los cadáveres.